# 麥爾丹·阿巴
麥爾丹·阿巴（Merdan Ghappar，1989年—）是一位中华人民共和国维吾尔族模特和政治犯，生于库车市，曾在新疆艺术学院学习舞蹈，后在佛山市做模特。2020年8月4日，英国广播公司駐中國記者沙磊發布一段影片，片中男子为麥爾丹·阿巴，他聲稱被政府囚禁於拘留營。此前，他常在服裝品牌的廣告中展示其英俊帥氣的外表，並憑此獲得不菲的收入。報道最後指，「BBC向中國政府發出查詢申請，請求他們確認阿巴及他的叔叔是否涉嫌在中國從事犯罪活動，並回應阿巴被以何緣由拷在床上，以及其他虐待和酷刑指控。但所有問題均未得到回應」。7日，中华人民共和国外交部網站發布消息稱“外交部新聞司負責人就英國廣播公司製作並播放涉疆假新聞向該媒體當事駐京記者提出嚴正交涉”。新聞司負責人指出，BBC的報道「東拼西湊，塞入許多涉疆虛假信息，移花接木，牽強附會，主觀臆斷，嚴重失實」。